# Lijst van voetbalinterlands Afghanistan - Vietnam
Deze lijst van voetbalinterlands is een overzicht van alle officiële voetbalwedstrijden tussen de nationale teams van Afghanistan en Vietnam. De landen speelden tot op heden drie keer tegen elkaar. De eerste ontmoeting, een kwalificatiewedstrijd voor de Azië Cup 2019, werd gespeeld in Doesjanbe (Tadzjikistan) op 28 maart 2017. Het laatste duel, een vriendschappelijke wedstrijd, vond plaats op 1 juni 2022 in Ho Chi Minhstad.

## Wedstrijden
| № | Plaats          | Datum            | Competitie                 | Wedstrijd             | Uitslag |
| - | --------------- | ---------------- | -------------------------- | --------------------- | ------- |
| 1 | Doesjanbe       | 28 maart 2017    | Azië Cup 2019 kwalificatie | Afghanistan – Vietnam | 1 – 1   |
| 2 | Hanoi           | 14 november 2017 | Azië Cup 2019 kwalificatie | Vietnam – Afghanistan | 0 – 0   |
| 3 | Ho Chi Minhstad | 1 juni 2022      | Vriendschappelijk          | Vietnam – Afghanistan | 2 – 0   |

## Samenvatting
| Competitie            | Totaal gespeeld | Winst Afghanistan | Gelijk | Winst Vietnam | Doelsaldo Afghanistan – Vietnam |
| --------------------- | --------------- | ----------------- | ------ | ------------- | ------------------------------- |
| Azië Cup-kwalificatie | 2               | 0                 | 2      | 0             | 1 − 1                           |
| Vriendschappelijk     | 1               | 0                 | 0      | 1             | 0 − 2                           |
| Totaal                | 3               | 0                 | 2      | 1             | 1 − 3                           |

Wedstrijden bepaald door strafschoppen worden, in lijn met de FIFA, als een gelijkspel gerekend.
FFA · A-internationals · Afghaans vrouwenelftal
1940 - 1949 · 
1950 - 1959 · 
1960 - 1969 · 
1970 - 1979 · 
1980 - 1989 · 
1990 - 1999 · 
2000 – 2009 · 
2010 – 2019
Bangladesh ·
Bhutan ·
Cambodja ·
China ·
Filipijnen ·
Hongkong ·
India ·
Indonesië ·
Irak ·
Iran ·
Japan ·
Jordanië ·
Kirgizië ·
Koeweit ·
Laos ·
Libanon ·
Luxemburg ·
Malediven ·
Maleisië ·
Mongolië ·
Nepal ·
Noord-Korea ·
Oman ·
Pakistan ·
Palestina ·
Qatar ·
Saoedi-Arabië ·
Singapore ·
Sri Lanka ·
Syrië ·
Tadzjikistan ·
Taiwan ·
Thailand ·
Turkmenistan ·
Vietnam ·
Zuid-Korea
VFF · 
A-internationals · 
Vietnamees vrouwenelftal
1991 – 1999 ·
2000 – 2009 ·
2010 – 2019 ·
2020 − 2029
Afghanistan ·
Albanië ·
Australië ·
Bahrein · 
Bangladesh · 
Bosnië en Herzegovina · 
Cambodja · 
China · 
Curaçao ·
Estland · 
Filipijnen · 
Guam · 
Guinee ·
Hongkong · 
India · 
Indonesië · 
Irak ·
Iran · 
Jamaica · 
Japan ·
Jemen · 
Jordanië ·
Kazachstan · 
Kirgizië ·
Koeweit · 
Laos · 
Libanon · 
Macau · 
Malediven · 
Maleisië · 
Mongolië · 
Mozambique ·
Myanmar · 
Nepal · 
Noord-Korea ·
Oezbekistan · 
Oman · 
Palestina ·
Qatar ·
Rusland ·
Saoedi-Arabië · 
Singapore · 
Sri Lanka · 
Syrië · 
Tadzjikistan · 
Taiwan · 
Thailand · 
Turkmenistan · 
Verenigde Arabische Emiraten · 
Zimbabwe · 
Zuid-Korea